# Majinyauri
Majinyauri (en georgiano: მახინჯაური) es un asentamiento urbano de Georgia ubicado en el suroeste de la república autónoma de Ayaria, siendo parte del área metropolitana de Batumi. 

## Toponimia
El topónimo Majinyauri se deriva de la palabra georgiana majinyi, que significa "feo" o "mutilado". Una leyenda sostiene que la zona fue escenario de una represión de los cristianos por parte de los soldados otomanos en la que varias personas fueron mutiladas.

## Geografía
Majinyauri está a 5 km al norte de Batumi. 

### Clima
Majinyauri posee un clima subtropical húmedo, con inviernos más cálidos y veranos más frescos en comparación con Batumi. Majinyauri funciona como un balneario climático junto al mar y es parte del grupo de centros turísticos en la costa suroeste del mar Negro de Georgia, ubicados alrededor de Batumi.

## Historia
Debido a su clima subtropical y manantiales de azufre, el entonces pueblo Majinyauri se convirtió en un centro turístico bajo el dominio imperial ruso alrededor de 1904. Una de las mansiones construidas en ese momento y luego propiedad del magnate del oro siberiano Alexander Sibiriakov está ahora en uso como la casa Narinyi. En 1906, durante la agitación revolucionaria en el Cáucaso, Majinyauri fue el escenario de un sonado asesinato del diplomático británico-estadounidense William Horwood Stuart.
Bajo el dominio soviético, a Majinyauri se le otorgó el estatus de asentamiento de tipo urbano (daba) en 1959. Entre 1968 y 2011 Majinyauri era parte del municipio de Jelvachauri, pero debido a los cambios en las fronteras municipales, fue absorbida por el municipio de la ciudad de Batumi. Se popularizó en la República Socialista Soviética de Georgia como centro de salud con opciones de climatoterapia y manantiales sulfúricos.
A partir de 2006, Majinyauri vio mejorada y modernizada su infraestructura. Algunos de los proyectos importantes fueron una nueva terminal de la estación ferroviaria, que da servicio a la capital regional de Batumi, y un nuevo túnel de carretera Chakvi-Majinyauri, que forma parte del complejo de túneles Batumi-Kobuleti.

## Demografía
La evolución demográfica de Majinyauri entre 1959 y 2014 fue la siguiente:
| 5931                                            | 4421 | 2768 | 3702 | 3400 | 735 |
| (Fuente: Population of Georgia in Soviet times) |      |      |      |      |     |

Según el censo de 2014, los georgianos constituían el 95,37% de la población local, los armenios el 3,5% y los rusos, el 1%.

## Infraestructura

### Transporte
Hasta la apertura de la estación de tren de Batumi en 2015, la estación de Majinyauri era la única que daba servicio a Batumi.